# Loi du 3 décembre 1849 sur la naturalisation et le séjour des étrangers en France
La loi du 3 décembre 1849 sur la naturalisation et le séjour des étrangers en France est un texte législatif de la Deuxième République. Cette loi précarise le statut des étrangers en France, notamment en facilitant l'arbitraire préfectoral des expulsions.

## Contexte

### Précédents
Après la révolution de février 1848, le Gouvernement Provisoire de la Deuxième République avait adopté un certain nombre de mesures libérales à l'égard des étrangers. Parmi celles-ci se trouve la fin des expulsions et assignations à résidence avec la circulaire du 18 mars 1848. Le décret du 28 mars 1848 réduit à cinq ans le stage préalable avant la naturalisation. Les élections des 13 et 14 mai 1849 élisent cependant une chambre avec une majorité du parti de l'ordre. Celui-ci décide donc de revenir sur les mesures du gouvernement provisoire. En novembre 1849 sont prorogées pour trois ans les mesures de la Monarchie de Juillet concernant le droit des étrangers. Et le 3 décembre 1849 une nouvelle loi réimpose ce droit.

### Débat
Les candidats du parti de l'ordre s'opposaient à la vague de naturalisation qui avait permis l'intégration de 2459 étrangers au sein de la nationalité française, alors que les taux moyens de naturalisation des autre monarchies européennes ne s'élève qu'à quelques centaines. Il s'agit pour ces députés de garantir l'intérêt des nationaux français pour limiter ce que le député Montigny nomme des « invasions d'étrangers sans ressources et sans aveu ». Il s'agit donc d'une loi réactionnaire qui repose sur une conception de l'immigration comme d'une arrivée de travailleurs précaires et politiquement dangereux. Ceci explique les nombreuses restrictions à leur intégration (inéligibilité, facilitation de l'expulsion, etc.).

## Contenu
La loi contient un certain nombre de dispositions relevant de la naturalisation, du droit des étrangers naturalisés et de celui des étrangers non naturalisés, dont notamment l'expulsion. Ces dispositions sont pour leur grande majorité dans les différents articles du premier point de la loi.

### Droit des étrangers en France
La loi établit que tout étranger arrivé en France doit renseigner sa présence en mairie dans les trois jours suivant son arrivée. L'article 7 de la loi ajoute que tout étranger présent sur le territoire français peut être expulsé sans motif par les préfets des départements frontaliers qui doivent ensuite en référer auprès du ministre. Cette disposition n'est supprimée qu'en 1945.

### Procédure de naturalisation
La loi rétablit la procédure antérieure de naturalisation, le stage préalable de présence en France repasse à 10 ans, sous la forme d'une admission à domicile - alors que la durée de présence requise avait été abaissée à 5 ans en 1848 par le gouvernement provisoire. Elle y ajoute cependant encore une enquête de moralité et l'aval du Conseil d’État. En effet, dans la mesure où la révolution de 1848 a donné le suffrage universel à l'ensemble des Français de sexe masculin, la nationalité garantit des droits. La procédure de naturalisation doit donc garantir que l'étranger est à même de les assumer, d'autant que les journées de juin 1848 ont fait naître le mythe de l'étranger révolutionnaire et dangereux politiquement parmi les élites.

### Droit des naturalisés
Les naturalisés ne sont cependant pas pensés comme des Français à part entière. Cette distance se traduit déjà dans le langage par l'utilisation administrative de l'expression « étrangers naturalisés » pour les décrire. Par ailleurs, ceux-ci ont des droits en moins, ils sont notamment inéligibles à la députation, à moins d'une autorisation gouvernementale au cas par cas.

## Conséquences
La législation de la naturalisation devenue encore plus restrictive, notamment du fait qu'elle est obligatoirement précédée d'une admission à domicile, la rend plus chère. Le candidat doit en effet payer deux fois les droits de sceau. Ceci explique qu'il y ait trois fois plus d'admissions à domicile que de naturalisations en France jusqu'à la loi du 26 juin 1889 qui réévalue la seconde au détriment de la première.